# Tunesisch honkbalteam

Vlag van Tunesië.

Het Tunesisch honkbalteam is het nationale honkbalteam van Tunesië. Het team vertegenwoordigt Tunesië tijdens internationale wedstrijden. Het Tunesisch honkbalteam hoort bij de Afrikaanse Honkbal & Softbal Associatie (AHSA), hoewel Tunesië ook lid is geweest van de Europese Honkbalfederatie (CEB).